# تيد غراي
تيد غراي (بالإنجليزية: Ted Gray)‏ هو سياسي أمريكي، ولد في 3 سبتمبر 1927 في سبرينغفيلد في الولايات المتحدة. حزبياً، نشط في الحزب الجمهوري.